# Kathy Trần
Kathy Trần (sinh năm 1978) là nữ chính khách người Mỹ gốc Việt hiện đang phục vụ tại Hạ viện Virginia. Là một đảng viên Đảng Dân chủ, bà là dân biểu khu vực bầu cử Hạ viện số 42 kể từ năm 2018.

## Thân thế và sự nghiệp
Chào đời tại Việt Nam, Trần và cha mẹ mình sớm rời bỏ đất nước trong thân phận thuyền nhân khi bà mới có 7 tháng tuổi. Lúc đặt chân sang nước Mỹ ổn định cuộc sống nơi xứ người, Trần dần dần được cha mẹ tạo mọi điều kiện để được ăn học tới nơi tới chốn, sau cùng bà tốt nghiệp Đại học Duke với tấm bằng Thạc sĩ Công tác xã hội của Đại học Michigan. Sau khi tốt nghiệp ra trường, bà nhận làm việc cho nhóm vận động Diễn đàn Di trú Quốc gia.

## Hạ viện Virginia

### Bầu cử sơ bộ
Trần quyết định tranh cử vào Hạ viện năm 2017 sau khi Donald Trump đắc cử. Bà ra tranh cử tại khu vực bầu cử số 42, lúc đó còn để trống sau khi Dân biểu Cộng hòa Dave Albo tuyên bố nghỉ hưu. Trần còn phải đối mặt với nhân viên công tác xã hội về hưu Tilly Blanding trong cuộc bầu cử sơ bộ của Đảng Dân chủ vào tháng 6 năm 2017 và giành chiến thắng với 54 phần trăm số phiếu bầu.
Trần đối đầu với một kỹ sư và dân nhập cư người Ecuador tên là Lolita Mancheno-Smoak thuộc Đảng Cộng hòa trong cuộc tổng tuyển cử này. Đảng Cộng hòa đã tố cáo Đảng Dân chủ làm trò bôi nhọ theo kiểu phân biệt chủng tộc sau khi Đảng Dân chủ Virginia gửi một bưu phẩm cho cử tri mô tả khuôn mặt của Mancheno-Smoak bên cạnh hình ảnh người sói và mặt nạ khúc côn cầu làm gợi nhớ đến một bộ phim kinh dị với tiêu đề, "Mùa Halloween này, hãy bảo vệ gia đình bạn khỏi những lời đe dọa đáng sợ nhất". Trần liền phủ nhận gói bưu phẩm này mang tính phân biệt chủng tộc và cho biết, "Bưu phẩm nêu bật những chính sách đáng sợ thẳng thắn mà đối thủ của tôi ủng hộ sẽ đe dọa tài trợ cho các trường học, đe dọa khả năng tiếp cận dịch vụ chăm sóc sức khỏe giá cả phải chăng và đe dọa tài trợ cho chương trình Làm Cha mẹ Có Kế hoạch. Đây là mối hiểm họa trong cuộc bầu cử của chúng tôi." Nhờ vậy mà Trần đã đánh bại Mancheno-Smoak trong cuộc tổng tuyển cử khi nhận được tới 61% phiếu bầu.

### Nhiệm kỳ dân biểu
Trần và Kelly Fowler là những phụ nữ Mỹ gốc Á đầu tiên được bầu vào Hạ viện Virginia vào tháng 11 năm 2017.

#### Dự luật phá thai
Vào ngày đầu tiên của phiên họp lập pháp năm 2019, Trần liền trình Đạo luật Bãi bỏ, một dự luật có thể giúp giảm số lượng bác sĩ được yêu cầu phê duyệt phá thai ở kỳ thứ ba tại Virginia (từ ba xuống một) và giảm ngưỡng phê duyệt xuống "bất kỳ lý do y tế nào" từ yêu cầu trước đó về việc người phụ nữ mang thai bị tổn hại "về cơ bản và không thể cứu vãn được" khi vẫn tiếp tục mang thai. Đạo luật Bãi bỏ cũng sẽ cho phép thực hiện phá thai ở quý thứ hai tại các phòng khám thay vì bệnh viện và sẽ loại bỏ yêu cầu phải thực hiện siêu âm trước khi phá thai. Trong khi làm chứng tại Hạ viện, do Dân biểu Đảng Cộng hòa Todd Gilbert chất vấn, Trần đã trả lời các câu hỏi về nội dung của dự luật này, nói rằng nó cho phép phá thai đến mức giãn nở, điều này đã thu hút những lời cáo buộc từ các đảng viên Cộng hòa về việc cố gắng hợp pháp hóa hành động giết trẻ sơ sinh. "Dự luật của tôi sẽ cho phép điều đó, vâng," Trần đáp trả trước câu hỏi của Gilbert. Dự luật này không được cơ quan lập pháp tiểu bang thông qua, nhưng video về cuộc trao đổi của Trần với Gilbert đã lan truyền sau khi được giới truyền thông bảo thủ chia sẻ. Trần đành tạm ngưng các tài khoản mạng xã hội để đáp lại những lời đe dọa nhắm vào bản thân và gia đình mình.

## Lịch sử bầu cử
| Đảng          | Đảng          | Thành viên     | Phiếu bầu | %     |
| ------------- | ------------- | -------------- | --------- | ----- |
|               | Dân chủ       | Kathy Trần     | 3,977     | 53.64 |
|               | Dân chủ       | Tilly Blanding | 3,437     | 46.36 |
| Tổng số phiếu | Tổng số phiếu | Tổng số phiếu  | 7,414     | 100   |

| Đảng          | Đảng                                                                | Thành viên            | Phiếu bầu | %     |
| ------------- | ------------------------------------------------------------------- | --------------------- | --------- | ----- |
|               | Dân chủ                                                             | Kathy Trần            | 18,761    | 60.97 |
|               | Cộng hòa                                                            | Lolita Mancheno-Smoak | 11,967    | 38.89 |
|               | [[Chính khách độc lập\|Bản mẫu:Chính khách độc lập/meta/shortname]] | Ứng cử viên ghi vào   | 45        | 0.15  |
| Tổng số phiếu | Tổng số phiếu                                                       | Tổng số phiếu         | 30,773    | 100   |

| Đảng          | Đảng                                                                | Thành viên          | Phiếu bầu | %     |
| ------------- | ------------------------------------------------------------------- | ------------------- | --------- | ----- |
|               | Dân chủ                                                             | Kathy Trần          | 16,167    | 59.66 |
|               | Cộng hòa                                                            | Steve Adragna       | 10,903    | 40.23 |
|               | [[Chính khách độc lập\|Bản mẫu:Chính khách độc lập/meta/shortname]] | Ứng cử viên ghi vào | 30        | 0.11  |
| Tổng số phiếu | Tổng số phiếu                                                       | Tổng số phiếu       | 27,100    | 100   |

| Đảng          | Đảng                                                                | Thành viên          | Phiếu bầu | %    |
| ------------- | ------------------------------------------------------------------- | ------------------- | --------- | ---- |
|               | Dân chủ                                                             | Kathy Trần          | 21.374    | 60.0 |
|               | Cộng hòa                                                            | Ed McGovern         | 14.186    | 39.8 |
|               | [[Chính khách độc lập\|Bản mẫu:Chính khách độc lập/meta/shortname]] | Ứng cử viên ghi vào | 56        | 0.2  |
| Tổng số phiếu | Tổng số phiếu                                                       | Tổng số phiếu       | 35.616    | 100  |

## Đời tư
Trần đã kết hôn và là mẹ của 5 đứa con.